# Li chiamarono... briganti!
Pour plus de détails, voir Fiche technique et Distribution.
Li chiamarono… briganti! (On les appela… brigands !) est un film italien réalisé par Pasquale Squitieri, sorti en 1999. 
Ce film raconte l'histoire de l'aïeul de Michele et Violante Placido.

## Synopsis
Carmine Crocco retourne dans son village, Rionero in Vulture, après s'être battu avec Giuseppe Garibaldi. Il constate que la situation économique et sociale n'a pas changé et que la classe dirigeante continue d'opprimer le peuple. Crocco, recherché pour le meurtre d'un homme qui avait humilié sa sœur, avait rejoint Garibaldi dans l'espoir d'obtenir l'amnistie et une place dans la "Garde Nationale", comme promis par le nouveau gouvernement de Savoie. Mais la promesse ne fut pas tenue et il fut emprisonné.
Il réussit à s'échapper et fut choisi comme chef de file de tous les rebelles. Le nouveau gouvernement est inquiet et il nomme le général Enrico Cialdini pour éliminer le vol par la force et rétablir l'ordre. La répression de Cialdini est féroce : il ordonne l'arrestation des brigands et de ceux qui ont des rapports avec eux. Il requiert leur extermination, femmes et enfants ne sont pas épargnés. Après la trahison de son lieutenant Caruso, l'armée de Crocco est décimée et il est contraint de fuir.

## Fiche technique
- Titre: Li chiamarono... briganti!
- Réalisation : Pasquale Squitieri
- Scénario : Giuseppe Carocci
- Musique : Luigi Ceccarelli
- Année : 1999

## Distribution
- Enrico Lo Verso : Carmine Crocco
- Branko Tesanovic : Ninco Nanco
- Benoît Vallès : Enrico Cialdini
- Lina Sastri : Corifea
- Franco Nero : Nerza
- Remo Girone (en) : Don Pietro
- Carlo Croccolo : Vincenzo
- Claudia Cardinale : Donna Assunta
- Giorgio Albertazzi : Le Cardinal Antonelli